# 松崎君代
松崎君代（日语：／ Matsuzaki Kimiyo，1938年6月18日—），婚后改姓栗本，日本女子乒乓球运动员，多次获世界冠军。她右手直拍，善中台长球正反手扣杀，是攻守全能型的运动员。

## 生平
松崎君代出生于日本香川县，自幼喜爱乒乓球运动。在1959年至1963年的三届世界乒乓球锦标赛上，她两次获女单冠军（25、27届）、一次获女双冠军（27届，与关正子合作），一次获混双冠军（26届，与荻村伊智朗合作），同时也是三届女团冠军日本队的主力成员。1964年，松崎君代与栗本隆朗结婚，改称栗本君代。
退役后，她曾担任日本女乒教练。后与丈夫一同经营一家乒乓球器材公司。1997年入选国际乒联名人堂。